# シャイフ・ウヴァイス史
『シャイフ・ウヴァイス史』（ペルシア語: Tarikh-i Shaykh Uvays）とは、アブー・バクル・アル＝クトビー・アハリーによって編纂されたペルシア語史書。ジャライル朝第2代君主シャイフ・ウヴァイスに献呈されたことから「シャイフ・ウヴァイスの歴史（Tarikh-i Shaykh Uvays）」の名で知られ、日本語書籍ではこれを略して『シャイフ・ウヴァイス史』もしくは『シャイフ・ウワイス史』と表記する。

## 概要
本書は2部構成となっており、第1部ではアダムに始まる神話時代からイスラーム以前のイラン史、第2部ではイスラーム化以後からモンゴル帝国の登場に至るイラン史をそれぞれ扱う。筆者は『タバリー史』、フェルドウスィーの『シャー・ナーメ』『ジャーマースブの書』『サンジャルの歴史』『セルジューク朝史』、ニザーミーの『七王妃物語』といった韻文史料を参考にしたと明記しているが、『集史』に代表されるフレグ・ウルス（イルハン朝）で編纂された史書については全く言及していない。
『シャイフ・ウヴァイス史』は同時代の他の史書と違って『選史』の影響をあまり受けておらず、イラン史に特化した内容になっていない点に特徴がある。例えばイスラーム化以後の歴史について、他の史書がサーマーン朝、ブワイフ朝、セルジューク朝、ガズナ朝といったイランの諸王朝を別個に扱うのに対し、『シャイフ・ウヴァイス史』はアッバース朝の歴代カリフを叙述する中で同時代の王朝について言及するというスタイルを取っている。
『シャイフ・ウヴァイス史』末尾のモンゴル帝国史はジャライル朝の同時代史料として価値が高く、この部分のみの校訂本・英訳が出版されている。

## 内容

### 第1部（古代ペルシアの諸王）
1. ピーシュダード朝（神話上の王朝）
2. カヤーン朝（史実のアケメネス朝に相当する）
3. アシュカーン朝（史実のアルサケス朝に相当する）
4. サーサーン朝

### 第2部（イスラームの諸王）
1. 正統カリフ
2. ウマイヤ朝
3. アッバース朝と同時代の諸王
4. モンゴル（帝国）とその分枝